# Big West Conference
La Big West Conference è una delle conference dello sport NCAA. È stata fondata nel 1969 ed attualmente ha 11 membri, 10 università dello stato della California ed una delle Hawaii; gli sport praticati sono 16 (7 maschili e 9 femminili). Il quartier generale della conference è a Irvine in California.

## Le squadre
| Scuola                                                              | Sede                        | Fondazione | Tipo     | Studenti | Affiliazione | Nickname                                               |
| ------------------------------------------------------------------- | --------------------------- | ---------- | -------- | -------- | ------------ | ------------------------------------------------------ |
| California Polytechnic State University                             | San Luis Obispo, California | 1901       | Pubblica | 19777    | 1996         | Mustangs                                               |
| Università statale della California - Fullerton                     | Fullerton, California       | 1957       | Pubblica | 36996    | 1974         | Titans                                                 |
| Università statale della California - Northridge                    | Los Angeles, California     | 1958       | Pubblica | 36207    | 2001         | Matadors                                               |
| Università statale della California - Bakersfield (Bakersfield)     | Bakersfield, California     | 1965       | Pubblica | 10493    | 2020         | Roadrunners                                            |
| Università delle Hawaii - Manoa                                     | Honolulu, Hawaii            | 1907       | Pubblica | 20435    | 2012         | Rainbow Warriors (maschile) Rainbow Wahine (femminile) |
| Università statale della California - Long Beach (Long Beach State) | Long Beach, California      | 1949       | Pubblica | 37890    | 1969         | The Beach                                              |
| Università della California - Davis                                 | Davis, California           | 1908       | Pubblica | 31426    | 2007         | Aggies                                                 |
| University of California, Irvine                                    | Irvine, California          | 1965       | Pubblica | 27631    | 1977         | Anteaters                                              |
| Università della California - Riverside                             | Riverside, California       | 1954       | Pubblica | 20754    | 2001         | Highlanders                                            |
| Università della California - San Diego                             | San Diego, California       | 1960       | Pubblica | 38798    | 2020         | Tritons                                                |
| Università della California - Santa Barbara                         | Santa Barbara, California   | 1905       | Pubblica | 20559    | 1976         | Gauchos                                                |

- Prima di diventare membro a pieno titolo della Big West Conference nel 2020, Bakersfield era stata membro del beach volley femminile da luglio 2015.
- Cal State Bakersfield ha iniziato a rinominare il suo programma atletico come "Bakersfield" nell'anno accademico 2023-24. Né il nome né il soprannome dell'università sono cambiati.
- Long Beach State ha ribattezzato il suo programma atletico come "The Beach" in vigore nel 2020-21.
- Prima di diventare membro a pieno titolo della Big West Conference nel 2020, l'UC San Diego era stata membro della pallavolo maschile da luglio 2017 e della pallanuoto femminile da luglio 2019.

### Le squadre future
| Scuola                               | Sede                  | Fondazione | Tipo     | Studenti | Affiliazione | Nickname   |
| ------------------------------------ | --------------------- | ---------- | -------- | -------- | ------------ | ---------- |
| Università Battista della California | Riverside, California | 1950       | Privata  | 11491    | 2026         | Lancers    |
| Utah Valley University               | Orem, Utah            | 1941       | Pubblica | 44653    | 2026         | Wolverines |

### Le squadre in partenza
| Scuola                              | Nickname                                               | In partenza | Conferenza futura        |
| ----------------------------------- | ------------------------------------------------------ | ----------- | ------------------------ |
| Università delle Hawaii - Manoa     | Rainbow Warriors (maschile) Rainbow Wahine (femminile) | 2026        | Mountain West Conference |
| Università della California - Davis | Aggies                                                 | 2026        | Mountain West Conference |

- Hawaii rimarranno membri della Big West in quattro sport che la Mountain West non sponsorizza: beach volley femminile, nuoto e tuffi maschile, pallanuoto femminile e pallavolo maschile.

## Pallavolo femminile
La Big West Conference è una delle 32 conference di pallavolo femminile affiliate alla NCAA Division I; la squadra vincitrice accede di diritto al torneo NCAA.

## Pallavolo maschile
La Big West Conference è una delle 7 conference di pallavolo maschile affiliate alla NCAA Division I; la squadra vincitrice accede di diritto al torneo NCAA.